# Laguna Madre (Tamaulipas)
La laguna Madre es un cuerpo de agua  hipersalina al norte del estado  mexicano de Tamaulipas. Junto con la laguna Madre localizada en Texas y con la que comparte muchas características, forma parte del conjunto hidrográfico que rodea la desembocadura del Río Bravo a ambos lados de la frontera mexico-estadounidense y forma uno de los solamente cinco sistemas laguneros hipersalinos del mundo, siendo el único de estos sistemas en América del Norte, así como el mayor del mundo.

## Geografía y geología
Es la formación lagunera más grande de México con un área de alrededor de 5,854 km². La ubicación aproximada de la laguna es latitud N: 23° 46' 12'’ a 25 °57' 23'’ y longitud W: 97° 08' 41'’ a 97° 59' 25', abarca de norte a sur los municipios de  Matamoros,  San Fernando y  Soto la Marina.
El clima de la región es semi-desértico lo cual favorece la pérdida de agua a través de la evaporación.
La Laguna Madre está separada del Golfo de México por una barrera litoral compuesta de prolongados bancos de arena alineados paralelamente a la costa tamaulipeca, los más importantes de norte a sur son la Barra del Conchillal con 25 kilómetros de longitud (y que es la única que es en realidad una península), la Barra de los Americanos con 39 kilómetros de longitud, la Barra de Jesús María con 70 kilómetros y la Barra de Soto la Marina con 55 kilómetros.
A través de estos bancos se comunica con el mar abierto mediante entradas de mar que tienen una marcada tendencia a cerrarse. Actualmente hay cuatro de estos pasos que poseen muros de contención ( escolleras), de norte a sur son: El Mezquital, Boca Ciega, El Catán y Santa Isabel.
Además de las barras limítrofes con el Golfo, dentro de la laguna existen más de 500 cuerpos insulares (islas e islotes), la gran mayoría en la mitad norte, de las que unas 22 islas cuentan con población humana.
En la Laguna Madre desembocan el Río San Fernando y el Río Soto La Marina. Este último la separa de la Laguna Morales. Alrededor de la laguna madre existen además diversas lagunas secundarias. A pesar de lo anterior, las aportaciones fluviales son mínimas y la laguna está en un lento proceso de desecación lo cual paulatinamente va aumentando la salinidad de sus aguas. Esta salinidad regularmente supera cotas de concentración de 100 ppt (100 gramos de sal por cada litro), si bien cambios en la circulación del agua han moderado estas cifras.  Los sedimentos aportados por el Río San Fernando dividen a la laguna en dos cuencas diferenciadas entre sí sobre todo por el grado de salinidad.
La totalidad del suelo de la laguna contiene una alta proporción de arcilla, sin concentraciones de yeso ni de carbonato de calcio o de yeso.  El paisaje circundante se compone de dunas, y llanuras con lomas de baja altitud.  La flora es típica de pastizal y matorral. Dada la naturaleza llana del paisaje, el drenaje es insuficiente, dependiendo de las mareas para la circulación del agua. Esto favorece la hipersalinidad de la laguna.

## Ecología

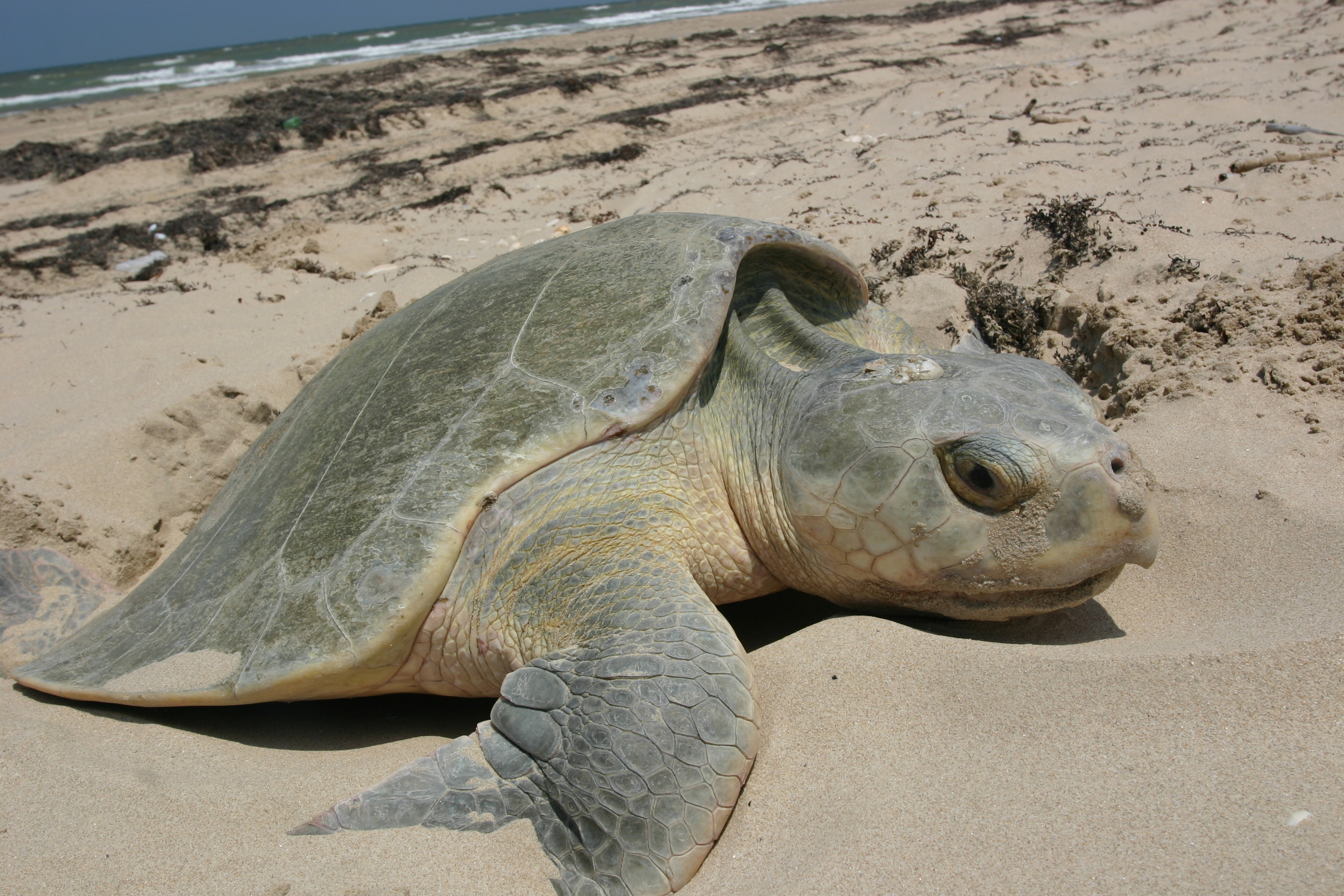
Imagen de tortuga lora, la cual suele anidar al sur de la Laguna Madre

Gracias a su poca profundidad (la cual muy rara vez pasa de 1 metro), la Laguna Madre alberga en su fondo pastos resistentes a la salinidad de sus aguas (Halodule wrightii y hierba de tortuga). Estos pastos, así como las condiciones favorables de los nutrientes en el suelo de la laguna permiten que diversas especies acuáticas prosperen en el entorno; casi la mitad de las especies en la región son de distribución geográfica restringida. La Laguna Madre es la primera fuente de captura comercial de camarón en México, predominando en cantidad los Hippolytidae y los  peneidos. La temporada de pesca se extiende usualmente de marzo a septiembre y rinde anualmente alrededor de las 5000 toneladas de camarón. La actividad pesquera es más productiva en el sur debido a que la salinidad de sus aguas es mucho menor que en la mitad norte. Por su importancia pesquera destacan la  trucha de mar y la  corvina negra o tambor.
El ecosistema en la laguna se clasifica con la fauna templada de la costa norte del Golfo de México. No obstante, resaltan  especies características de la fauna antillana como por ejemplo el  robalo y la  mojarra.
Alrededor de las aguas de la laguna se desarrollan importantes ecosistemas tales como  matorrales,  humedales y  manglares. Junto con su  homónimo estadounidense la Laguna Madre forma uno de los ecosistemas laguneros más importantes del mundo. Su riqueza biológica favorece la anidación en el lugar casi 150 especies de aves (3% endémicas a México) y alberga la única población reproductiva del pelícano blanco (Pelecanus erythrorhynchos) en México. Se estima que el 15% de las especies de aves que migran desde Canadá y Estados Unidos hacia el sur hibernan en el sistema lagunero y en éste se halla la mayor concentración de aves playeras en la costa atlántica de México. El  Playero occidental y el  playero común son aves usuales en la zona.
Se conoce la presencia de al menos dos especies de tortuga marina: la  tortuga lora y la  tortuga verde. La tortuga lora, en peligro de extinción tiene una importante área de anidación el extremo sur de la laguna. De acuerdo a censos de nidos encontrados, su población parece encontrarse en una lenta fase de recuperación.

## Historia
La Laguna Madre se encuentra en sus fases finales de evolución con un lento pero inexorable proceso que la va secando conforme avanza la aridez de la región circundante.

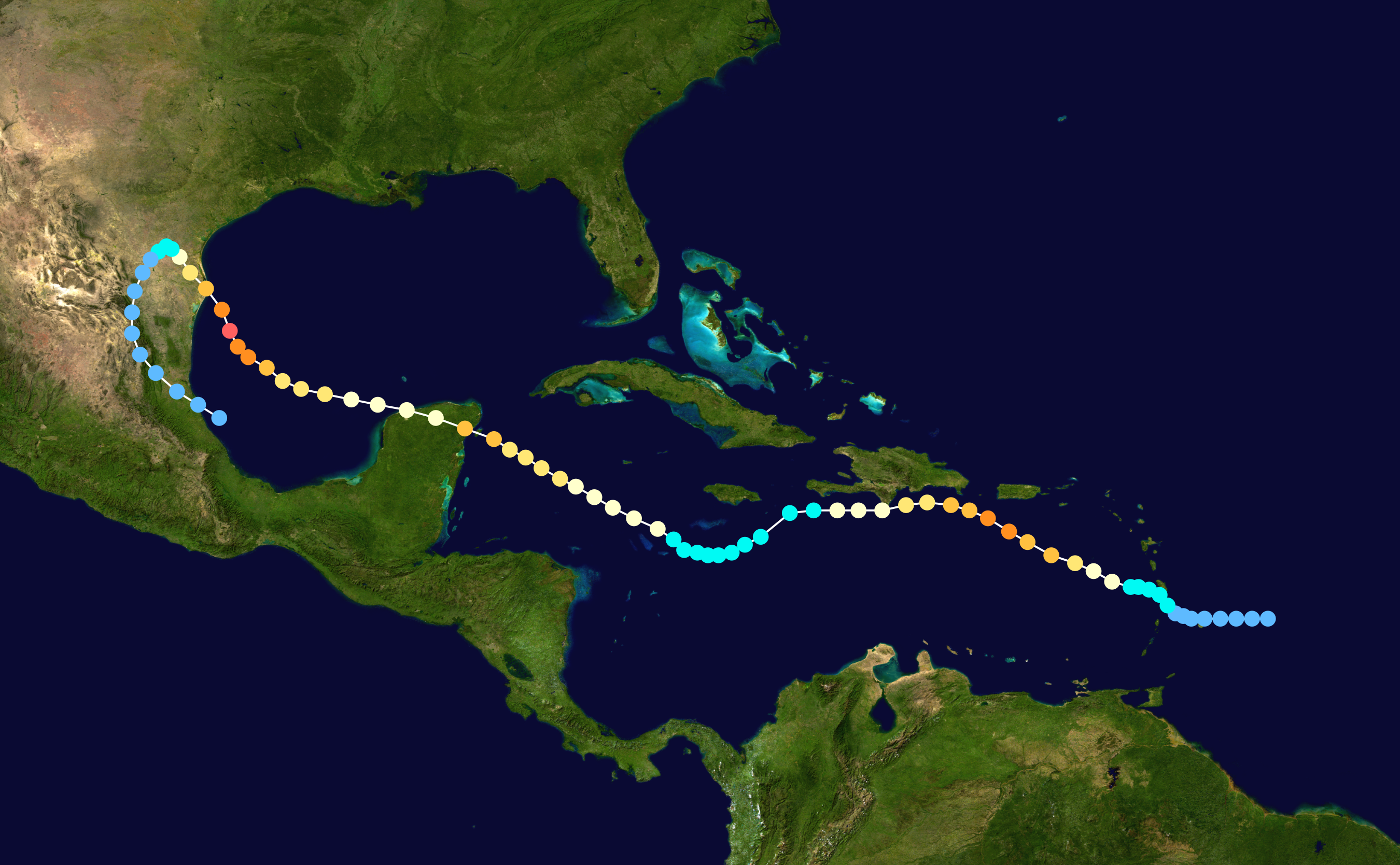
Trayectoria del Huracán Beulah, cuyo paso por la región en 1967 reabrió la parte mexicana de la Laguna Madre al mar tras décadas de aislamiento.

El sistema de lagunas que rodea la desembocadura del Río Bravo se formó en época relativamente reciente (no mayor a los 7000 años de antigüedad) debido a la alteración constante de la configuración del río al acercarse éste al mar a lo largo de los milenios. Se supone que la Laguna Madre quedó cerrada al mar hace unos 3000 años.
Los españoles descubrieron y exploraron la zona desde el siglo XVI, dando su nombre actual a la laguna. Los primeros esfuerzos de pesca comercial datan de la segunda década del siglo XX. El uso humano de los ríos Bravo y San Fernando ha reducido los aportes de agua dulce, por lo que el incremento en la salinidad en las aguas de la Laguna Madre se ha acelerado desde la década de los setenta.
Debido al proceso natural de desecación, las bocas que comunicaban con el Golfo de México se encontraban prácticamente cerradas a mediados del siglo XX, lo cual aisló a la laguna del mar abierto. Sin embargo, en 1967, con la llegada del  Huracán Beulah, las bocas quedaron nuevamente abiertas, reanudando un limitado contacto con el Golfo de México que ha permitido sin embargo la reintroducción paulatina de fauna. En la década de 1970, se construyeron las escolleras en los cuatro pasos existentes para controlar la conexión con el mar abierto.
A causa de su importancia ecológica y a su elevado estado de deterioro debido a la actividad humana, en 2005 más de 500 mil hectáreas de la Laguna Madre fueron declaradas Área Natural Protegida por el gobierno mexicano.
El ciclo del agua influye en la Laguna Madre para que este no se seque tan rápido, de manera eficaz, y así pueda estar fluyendo con tranquilidad y es por esa razón por la cual tiene ese cuerpo de agua.